# Yoko Yamada
Yoko Yamada (en japonés: 山田 よう子; romanizado: Yamada Yōko) (Tokio, 25 de mayo de 1979) es una artista marcial mixta japonesa, así como ocasional boxeadora, ring girl, modelo, gravure idol, tarento y artista.

## Primeros años
Nació en Tokio el 25 de mayo de 1979. Yamada practicó natación hasta 1994 y jugó al bádminton durante el instituto. Tras terminar el instituto, no sabía qué hacer a continuación hasta que en 1999, a los 20 años, conoció a un luchador de brazos en un restaurante que la inspiró y la hizo decidirse a probar la lucha libre de brazos (o pulso).

## Participante de pulso
En 2000, Yamada obtuvo el cuarto puesto en los Campeonatos de Japón de la JAWA en las divisiones femenina izquierda de 50 kg y femenina derecha de 45 kg y 50 kg. Un año más tarde quedaba tercera en el mismo campeonato, en la categoría de 50 kg mano derecha. Pàra 2002, Yamada obtenía el primer puesto en el Campeonato de Japón en la categoría femenina de 50 kg mano izquierda y el segundo en la de 50 kg mano derecha.
Yamada repitió su actuación anterior en 2003, esta vez ganando tanto en la categoría de 50 kg mano derecha como en la de 50 kg mano izquierda y quedando también segunda en ambas categorías de 55 kg. Yamada quedó cuarto en la categoría de 50 kg, tanto en el brazo izquierdo como en el derecho, en el Campeonato Mundial de la WAF de 2003, celebrado en Ottawa (Canadá).
En 2004, Yamada volvió a ganar las categorías femeninas de -50 kg brazo derecho e izquierdo y también fue subcampeona en la división de -55 kg brazo izquierdo. También ese año, Yamada fue tercera en las divisiones femeninas de 50 kg derecha e izquierda en los Campeonatos del Mundo de la WAF celebrados en Durban (Sudáfrica).
Siguiendo con su racha de victorias, en 2005 Yamada ganó el XXIII Campeonato de Japón de Lucha de Brazos en las categorías de 45 kg (mano izquierda y derecha) y 50 kg (mano derecha).
En el Campeonato Mundial de Lucha de Brazos WAF 2005, celebrado en Tokio (Japón), Yamada ganó la división de mano derecha de 45 kg y quedó segundo en la de mano izquierda.
En los campeonatos All-Japan de 2006, Yamada se alzó con el primer puesto en las categorías femeninas de -50 kg mano derecha, -55 kg, -60 kg y -50 kg mano izquierda. Yamada no pudo participar en el Campeonato Mundial de 2006 porque el peso mínimo se elevó a 50 kg.
De nuevo dominadora en los Campeonatos de Japón, en 2007 Yamada se impuso en ambas manos en las categorías de -50 y -55 kg y también logró el segundo puesto en la categoría de -60 kg mano derecha y el cuarto en la de +60 kg.
En 2008 Yamada controló todas las categorías femeninas en ambas manos en los Campeonatos de Japón, logrando el primer puesto en todas las categorías para ambas manos, con la excepción de las categorías de +60 kg, donde obtuvo el tercer puesto en ambas manos. Yamada volvió a demostrar su dominio en los Campeonatos de Japón de 2009, al ganar en ambas manos las divisiones de -50 kg y -55 kg. En 2010, Yamada volvió a ganar las mismas categorías que en 2009 en el 28º Campeonato Panjaponés de Lucha de Brazos.

## Carrera de artes marciales mixtas
Después de ver combates de MMA en televisión, se interesó por ellas. Inspirada por Gary Goodridge, otro campeón de lucha de brazos que competía en MMA, Yamada decidió utilizar el tema de Goodridge, We Will Rock You de Queen, para su tema de entrada en las MMA.
Yamada debutó en MMA el 2 de abril de 2003 en el evento Smackgirl: Third Season II, donde derrotó a Kazumi Sakaguchi por guillotina en 69 segundos.
Dos años más tarde, la segunda victoria de Yamada llegó el 17 de agosto de 2005 en Smackgirl 2005: Dynamic!!, sometiendo a Haruka Onuki por estrangulamiento trasero desnudo en el primer asalto.
En su debut en Shooto, Yamada continuó su racha de victorias al derrotar a Mayuko Kasaki por sumisión (estrangulamiento por guillotina) en el primer asalto en G-Shooto Plus 05 el 24 de febrero de 2006.
En G-Shooto Japan 05, el 6 de mayo de 2006, Yamada derrotó a Azusa Anzai en sólo diez segundos mediante una sumisión con armbar, logrando así su cuarta victoria consecutiva.
La primera derrota de Yamada fue a manos de Maho Muranami el 19 de agosto de 2006 en el evento Wrestle Expo 2006, donde Muranami sometió a Yamada con un armbar en el primer asalto.
Casi dos años después, Yamada consiguió otra victoria al noquear a Nana Ichikawa en el primer minuto de su combate en Deep Glove 2 el 15 de junio de 2008.
En su debut con la promoción Jewels, Yamada derrotó a Miyoko Kusaka por decisión unánime el 11 de diciembre de 2009 en Jewels 6th Ring.

## Boxeo
El 19 de agosto de 2011, Yamada se enfrentó a Mio Tsumura en un combate de shoot boxing en la Shoot Boxing Girls S-Cup 2011. Fue derrotada por descalificación tras no obedecer las órdenes del árbitro.

## Wrestling profesional
Yamada debutó en la lucha libre profesional con la promoción Ibuki de S Ovation y Mariko Yoshida el 2 de julio de 2006. Yamada sigue actuando ocasionalmente como independiente.

## Tarento
Yamada trabaja como tarento y está afiliada a la agencia KT Project. Ha aparecido como gravure idol en algunos DVD y fotolibros.
Yamada también apareció como ring girl en el evento Deep Glove 3 el 20 de septiembre de 2008.

## Aparición en shows e Internet
Entre abril y junio de 2007, Yamada presentó en Internet un show llamado Yoko Yamada's Happy Girl (en japonés: 山田よう子のHAPPY GIRL), producido por Ah! To Odoroku Hōsō Kyoku. También ha hecho sus apariciones como cómica de stand up para Comedy Central, apareciendo en monólogos en la versión italiana.

## Vida personal
Yamada es bisexual, tiene dos hermanos y Yoko Minamida era su tía.
Sufrió acoso escolar en el primer ciclo de secundaria, lo que le hizo dejar de ir al colegio durante algún tiempo. Durante su adolescencia, Yamada golpeó al líder de una pandilla de chicas y a cuatro amigas de la chica, por lo que fue enviada a un correccional de menores.
Tras el divorcio de sus padres, su padre desapareció durante cinco años debido a problemas de dinero ocasionados por sus hábitos de juego, hasta que sufrió un derrame cerebral que le dejó hospitalizado y con problemas cognitivos y Yamada se ha hecho cargo de él desde entonces.

## Récord en artes marciales mixtas
| Resultado | Récord | Oponente         | Método                      | Evento                     | Fecha                   | Ronda | Tiempo | Localización |
| --------- | ------ | ---------------- | --------------------------- | -------------------------- | ----------------------- | ----- | ------ | ------------ |
| Victoria  | 6–1    | Miyoko Kusaka    | Decisión (unánime)          | Jewels 6th Ring            | 11 de diciembre de 2009 | 2     | 5:00   | Tokio        |
| Victoria  | 5–1    | Nana Ichikawa    | KO (puñetazo)               | Deep: Glove 2              | 15 de junio de 2008     | 1     | 1:00   | Tokio        |
| Derrota   | 4–1    | Maho Muranami    | Sumisión técnica (armbar)   | Wrestle Expo 2006          | 19 de agosto de 2006    | 1     | 1:14   | Tokio        |
| Victoria  | 4–0    | Azusa Anzai      | Sumisión (armbar)           | G-Shooto: G-Shooto 05      | 6 de mayo de 2006       | 1     | 0:10   | Tokio        |
| Victoria  | 3–0    | Mayuko Kasaki    | Sumisión (guillotine choke) | G-Shooto: Plus05           | 24 de febrero de 2006   | 1     | 4:37   | Tokio        |
| Victoria  | 2–0    | Haruka Onuki     | Sumisión (rear-naked choke) | Smackgirl 2005: Dynamic!!  | 17 de agosto de 2005    | 1     | 4:12   | Tokio        |
| Victoria  | 1–0    | Kazumi Sakaguchi | Sumisión (guillotine choke) | Smackgirl: Third Season II | 2 de abril de 2003      | 1     | 1:09   | Tokio        |